# (8982) Oreshek
(8982) Oreshek (1973 SQ3) – planetoida z pasa głównego asteroid okrążająca Słońce w ciągu 3,6 lat w średniej odległości 2,35 au. Odkryta 25 września 1973 roku.